# Talin, Aragatsotn
Talin là một đô thị thuộc tỉnh Aragatsotn, Armenia. Dân số ước tính năm 2011 là 5719 người.